# Vanessa Giácomo
Vanessa Mendes da Silva Lima (Volta Redonda, 29 de marzo de 1983), más conocida como  Vanessa Giácomo, es una actriz brasileña.

## Vida privada
Estuvo casada entre 2004 y 2012 con el también actor Daniel de Oliveira, su pareja romántica en Cabocla. De ese matrimonio nacen dos hijos: Raul, quien nació el 21 de enero de 2008, y Moisés, que nació el 29 de mayo de 2010.
Se asocia con el movimiento de las ONG de Derechos Humanos.

## Filmografía

### Televisión
| Año  | Título                  | Personaje                    |
| ---- | ----------------------- | ---------------------------- |
| 2004 | Cabocla                 | Zulmira de Oliveira (Zuca)   |
| 2006 | Niña moza               | Juliana                      |
| 2007 | Dos caras               | Luciana Alves Negroponte     |
| 2009 | Ciudad Paraíso          | Rosa (Rosinha)               |
| 2009 | Acuarela del amor       | Miriam Barros                |
| 2011 | Dinosaurios & Robots    | Celeste Sampaio              |
| 2012 | Gabriela                | Malvina Tavares              |
| 2013 | Rastros de mentiras     | Aline Noronha                |
| 2014 | Imperio                 | Eliane Medeiros (1ª fase)    |
| 2015 | Reglas del juego        | Maria Vitória Noronha (Toia) |
| 2017 | Pega Pega               | Antônia Almeida da Silva     |
| 2018 | O Outro Lado do Paraíso | Taís                         |
| 2018 | O Sétimo Guardião       | Stela Aranha                 |
| 2020 | Filhas de Eva           | Cléo                         |
| 2025 | Belleza fatal           | Cléonice 'Cléo' Fernandez    |